# Xiaomi Mi 9 Lite
Xiaomi Mi 9 Lite — смартфон китайської компанії Xiaomi який являє собою послабшену версія Xiaomi Mi 9. Цільова аудиторія смартфона — молодь. В Китаї смартфон називається Xiaomi Mi CC9. Компанія представила його 2 липня 2019 року разом зі смартфоном Xiaomi Mi CC9e. Пристрій представив генеральний директор Xiaomi Лей Цзюнь.

## Дизайн
Задня панель та екран виконані зі скла. Бокова частина смартфону виконана з металу.
Ззаду Mi 9 Lite схожий на старшу модель Xiaomi Mi 9. Логотип Xiaomi знаходиться вертикально з лівого боку смартфона. Також логотип відповідає за функцію індикатора сповіщень і може світитися при грі музики.
Знизу знаходяться роз'єм USB-C, динамік та стилізований під динамік мікрофон. Зверху розташовані 3.5мм аудіороз'єм, другий мікрофон та ІЧ-порт. З лівого боку смартфона знаходиться слот під 2 SIM-картки, або 1 SIM-картку і карту пам'яті формату microSD до 256 ГБ. З правого боку розміщені кнопки регулювання гучності та кнопка блокування смартфону.
В Україні Xiaomi Mi 9 Lite продавався в 3 кольорах: Сірий онікс, Синя аврора та Білий перламутр.

## Характеристики
Смартфон отримав потрійну камеру. Основна камера отримає роздільну здатність на 48 Мп (Sony IMX582), а дві додаткових – 8 Мп та 2 Мп.
Характеристики:
- Рік випуску: 2019
- Ємність акумулятора (мАг): 4030
- Процесор: Qualcomm Snapdragon 710
- Оперативна пам'ять: 6 ГБ
- Флешпам'ять: 64/128 ГБ
- Розмір екрану: 6,39", Full HD+ (1080 × 2340)
- Основна камера: потрійна 48 Мп (Sony IMX582) + 8 Мп + 2 Мп
- Фронтальна камера: 32 Мп
- Роз'єми: USB-C, TRS
- ІЧ-порт.

## Ціна і доступність
В Україні версія 6/64 коштує 7499 грн., а версія 6/128 коштує 7799 грн.

## Xiaomi Mi CC9 Meitu Edition
Xiaomi Mi CC9 Meitu Edition — модифікація Xiaomi Mi CC9, яка була розроблена спільно з китайською компанією Meitu. Особливістю смартфону стали більш просунуті можливості камери. Ззовні смартфон відрізнявся наявністю лише білого варінту кольору та логотипом Meitu на задній панелі. Був представлений 2 липня 2019 року разом з Xiaomi Mi 9 Lite та Mi CC9e.
Продавався в комплектації 8/256 ГБ.